# Chaetophora erratrix
Chaetophora erratrix is een keversoort uit de familie pilkevers (Byrrhidae). De wetenschappelijke naam van de soort is voor het eerst geldig gepubliceerd in 1935 door Normand.